# Salvezines
Salvezines es una localidad y comuna francesa, situada en el departamento del Aude en la región de Languedoc-Roussillon. 
A sus habitantes se les conoce por el gentilicio Salvezinois.

## Demografía
| 143 | 145 | 103 | 100 | 101 | 108 |
| Para los censos de 1962 a 1999 la población legal corresponde a la población sin duplicidades (Fuente: INSEE [Consultar]) |     |     |     |     |     |

(Población sans doubles comptes según la metodología del INSEE).